# Zhan Xugang
Zhan Xugang (chiń. upr. 占旭刚; chiń. trad. 占旭剛; pinyin Zhān Xùgāng, ur. 15 maja 1974 w Kaihua) – chiński sztangista, dwukrotny medalista olimpijski i dwukrotny medalista mistrzostw świata.

## Kariera
Początkowo startował w wadze lekkiej (do 70 kg), a następnie w średniej (do 77 kg). Pierwszy sukces w karierze osiągnął w 1995 roku, kiedy podczas mistrzostw świata w Guangzhou zdobył złoty medal w wadze lekkiej. W zawodach wyprzedził bezpośrednio dwóch Turków: Fedaila Gülera i Ergüna Batmaza. Rok później wystartował na igrzyskach olimpijskich w Atlancie, gdzie z wynikiem 357,5 kg ustanowił nowy rekord świata w dwuboju. Pozostałe miejsca na podium zajęli Kim Myong-nam z Korei Północnej oraz Węgier Attila Feri. Kolejny medal zdobył na mistrzostwach świata w Chiang Mai, gdzie zajął drugie miejsce. Rozdzielił tam na podium Bułgara Złatana Wasilewa oraz swego rodaka, Wan Jianhui. W 2000 roku wystartował na igrzyskach olimpijskich w Sydney, gdzie zdobył złoty medal w wadze średniej. Wynikiem 367,5 kg ustanowił nowy rekord olimpijski, pokonując Greka Wiktora Mitru i Arsena Melikiana z Armenii. Brał też udział w rozgrywanych cztery lata później igrzyskach w Atenach, ale spalił wszystkie podejścia w rwaniu i ostatecznie nie był klasyfikowany. Ponadto zwyciężał również w wadze średniej na igrzyskach azjatyckich w Hiroszimie w 1994 roku oraz igrzyskach azjatyckich w Bangkoku cztery lata później.
Pięć razy bił rekordy świata, w tym raz w dwuboju.

## Osiągnięcia
Źródło

### Mistrzostwa Świata
| Mistrzostwa Świata | Miejsce    | Data | Konkurencja | Rezultat             |
| ------------------ | ---------- | ---- | ----------- | -------------------- |
| Kanton 1995        | Kanton     | 1995 | kat. -70 kg | 1.miejsce - 347,5 kg |
| Chiang Mai 1997    | Chiang Mai | 1997 | kat. -70 kg | 2.miejsce - 352,5 kg |